# Sudeki
Sudeki è un videogioco di ruolo del 2004, sviluppato da Climax Studios e pubblicato da Microsoft Studios per Xbox e Microsoft Windows.

## Trama
Tetsu, grande divinità della luce e della saggezza, riceve dagli antichi un mondo da proteggere e governare: il mondo di Sudeki. Passò le ere a preoccuparsi del destino degli abitanti del pianeta, ma sempre afflitto dalla solitudine. Decise così di sdoppiarsi in modo da avere un fratello con cui passare l'eternità. Tuttavia il gemello che nacque, assunse toni cupi ed oscuri cosicché egli si mise contro Tetsu per prendersi per sé il pianeta di sudeki. Tetsu chiamò a sé quattro grandi eroi del mondo antico che affrontarono la crudele divinità e la spedirono negli abissi. Tuttavia essa, prima di soccombere, assestò un violento colpo al pianeta di Sudeki, il quale si spezzò in due mondi differenti: Illumina, il mondo della luce ed Akloria, il mondo delle tenebre. 
Tra i due mondi era rimasto un legame energetico che aveva dato vita al caotico Mondo delle Ombre. Un territorio extra-dimensionale abitato da creature antropomorfe, a metà strada tra Illumina e Akloria che permette di raggiungere entrambi i mondi attraverso il sistema dei varchi.
Non passarono troppi decenni perché i due mondi non si conoscessero e si dichiarassero guerra l'un l'altro. Oltretutto, l'odio tra le due nazioni ha generato una cospirazione segreta che sta cercando di rievocare dagli abissi il fratello di Tetsu, nella speranza di una vittoria schiacciante.
In questo panorama apocalittico si ergono le figure di quattro avventurieri che forse potrebbero essere i successori se non le reincarnazioni, dei quattro grandi eroi che combatterono contro il fratello di Tetsu secoli e secoli fa.

## Modalità di gioco
Sudeki è un ibrido di vari generi videoludici. Principalmente è un gioco di ruolo in tempo reale, poiché è possibile controllare quattro personaggi e migliorare le prestazioni di ognuno con ogni combattimento disputato. Tuttavia in esso vi sono elementi di platform, picchiaduro e sparatutto in prima persona.
Per ogni nemico ucciso, quest completata e segreto rivelato, i personaggi riceveranno dei punti esperienza. Ogni volta che tali punteggi supereranno un certo limite, essi avanzeranno di livello e permetteranno di acquistare un punto di livello.
Con il punto di livello si potrà ottenere un'abilità, oppure potenziare una delle caratteristiche
Durante le fasi di esplorazione, ci saranno dei punti che saranno accessibili solo da uno o più personaggi, e il controllo di uno di questi durante le battaglie presenterà un dato stile di gioco differente dagli altri.

## Personaggi

### Tal
Tal è un guerriero spadaccino che fa della potenza fisica il suo elemento base. Possiede abilità basate sul effettuare massimi danni ai nemici provvisti di una difesa piuttosto alta. Durante i combattimenti sarà possibile effettuare una serie di combo, piuttosto lente, ma molto potenti. La forza di Tal sarà utile anche nella fase esplorativa in cui potrà spostare vari blocchi di pietra o simili per rivelare zone nascoste

### Allish
Allish è una maga esperta nell'uso di scettri ed altri artefatti incantati. Le sue abilità sono incentrate sulla cura e sul potenziamento del gruppo, ma possiede anche incantesimi di distruzione. Nei combattimenti, la visuale di gioco passa in prima persona e renderà la partita simile ad un confronto FPS alla Quake 3. La sua vista magica gli permette di rivelare le zone nascoste dalle libellule dell'illusione e scoprire particolari tesori.

### Elco
Elco è uno scienziato esperto di chimica, robotica e geomantica. Possiede numerose armi da fuoco al plasma ed al plutonio in grado di assestare degli status alterati ai nemici. Possiede anche delle abilità per incentivare i danni e la velocità del gruppo.
Anche con Elco la visuale passerà in prima persona, ma si differenzierà da Allish per velocità e fluidità. Nella modalità esplorazione, Elco può usare il suo jet pack a reazione per fluttuare nell'aria.

### Buki
Buki è una guerriera Shadani antropomorfa metà umana e meta gatto. È esperta nelle arti marziali e possiede una velocità superiore a quella di tutti gli altri personaggi. La visuale con lei rimarrà in terza persona come con Tal, e le combo faranno meno danni; tuttavia la loro rapidità sarà triplicata e, se ben eseguite, seguirà anche uno status alterato del nemico. Durante la fase d'esplorazione, Buki potrà usare i suoi artigli per scalare delle pareti e raggiungere luoghi inaccessibili ai suoi compagni.